# Louis Muraton
Pour les articles homonymes, voir Muraton.
Camille Louis Muraton, dit Louis Muraton, né à Tours le 6 novembre 1855, mort à Paris le 20 novembre 1919, est un peintre français.

## Biographie
Louis Muraton est le fils du peintre Alphonse Muraton et d'Euphémie Muraton.
Il étudie dans les ateliers d'Alexandre Cabanel, Fernand Cormon et Léon Bonnat aux cours du soir des Beaux-Arts de Paris.
Peintre de genre et portraitiste, son style se caractérise par un réalisme raffiné, ses pastels sont fermes et vigoureux. Il a composé de nombreux portraits en pied de notables.
Il figure au Salon des artistes français de 1886 à 1913 et obtient une mention honorable en 1889.
Il exposa également au Salon d'Hiver de 1906 à 1914.
Il meurt âgé de 64 ans à Paris (14e arrondissement) le 20 novembre 1919.

## Œuvres
- Le Premier Né (avant 1892), huile, 80 x 60 cm, musée de Saint-Brieuc[5].
- Raisins et pommes, musée de Blois.
- Panier de pêches et de raisin noir, musée de Dieppe.
- Portrait de femme, musée du Mans.
- Le Député l'Herminier, musée d'Alençon.
- Le Photographe, huile sur toile, 176,5 x 126 cm, vente Christie's Londres, 17 juin 2004, lot 39.